# Vini Zabù-KTM
A Wilier Triestina-Southeast é uma equipe de ciclismo profissional registrada no escalão UCI Continental Profissional, que tem licença britânica, mas é formada principalmente por ciclistas e técnicos italianos. A equipe é apoiada e nomeada por uma adega italiana (Farnese Vini) e por uma produtora de bicicletas (Selle Italia), também italiana. 

## Equipe

### 2011
Em negrito, os ciclistas que se inscreveram na Volta a Portugal de 2011.